# 天籟人偶
《天籟人偶》（Prima Doll）是由Key製作的日本跨媒體企劃。2020年10月26日，首次公佈有關本作的消息。電視動畫於2022年7月8日至9月23日播映。

## 故事簡介
故事舞台是咖啡廳「黑貓亭」，名為「自律式機械人偶」的少女們在那裡工作，原本作為兵器而被開發出來的她們，在戰後的和平年代開始尋找自身的生存意義。

## 登場人物
灰櫻（聲：和氣杏未，原畫：Na-Ga）
故事的主角，咖啡店黑猫亭的服务员人偶，以粉红色为主要色调。是以初代櫻花型人偶之一“櫻花”的邏輯系統與“因幡”的記憶結合打造的新一代自律人偶，曾经被格式化过所以沒有過去的記憶，也使得她的整體行為相當純真樂天、不諳世事，也因為機型老舊而導致她笨手笨脚的。為了練習人偶操作技巧，渚給了一個名為“因幡”的寵物機作為她練習的對象。梦想是知道自己的使命。最喜歡吃豆沙麵包。情感豐富易動情，遇到開心的事會情不自禁地唱起歌，遇到難過的事會動不動掉淚。因沒有戰爭的記憶所以總能樂觀正向的面對一切，帶領周圍的大家走離背傷的記憶。
在灰神乐引发的战斗人偶失控骚乱中，用尽自己的能力，平定了战斗人偶的失控，但导致逻辑系统受损，失去了记忆，最终坦然接受，选择再次重新格式化来修复，重新成为新的灰樱。
鴉羽（聲：楠木燈，原畫：藤原）
咖啡店黑猫亭的服务员自律人偶，属于第二代自律人偶，以紫色为主要色调，认真、责任感强，稍微有点好胜心强的性格。经常照顾别人，被周围的大家喜欢。有慎重的一面，不擅长应对新的事物和没预想的状况。對渚有著相當程度的依賴。
战争时受损过，被渚不离不弃现场寻找零件来修复，所以十分珍视这个身体。
月下（聲：富田美憂，原畫：原悠衣）
咖啡店黑猫亭的服务员自律人偶，属于第二代自律人偶，以黄色为主要色调，亚麻色的娃娃头发型，有着十分柔顺的短发。战争时作为侦查型的人偶，所以体型娇小，而且有飞行能力。由于在军中的习惯，说话直白不讳。会忠实地执行被交代的事务，但不会更进一步地主动参与此事。
箒星（聲：中島由貴，原畫：森倉圓）
咖啡店黑猫亭的服务员自律人偶，属于第二代自律人偶，以蓝色为主要色调，性格稳重仔细又清秀，总是心情愉快、保持笑容，像大姐姐一样照顾众人。料理能力了得，在厨房控制其他机器人偶工作。初登场时由于过去的原因而失声。
战争时用于控制火炮机器人射击。喜欢在所在连队进行唱歌，传说她的歌声能鼓舞士兵，但也她知道这些士兵在战争中也几乎十死无生。在一次出战前的祭典上连队大尉邀请献唱，但由于害怕而不能演唱，之后该连队全军覆没，在被渚修复后无法再发出声音，只能用便条书写交流。后来在灰櫻的帮助，见到了大尉的妹妹和大尉留下的遗书，被遗书所感动而恢复了发声能力，之后为连队的遗属献唱。
蕾潔兒（聲：鬼頭明里，原畫：lack）
罗贝利亚生产的潜伏型自律人偶，以灰色为主要色调，谈吐优雅有气度，但不经意间也会毒舌。逻辑系统有隐藏部分，一般的初始化不会抹除其任务目标。
军方在一次走私中缴获，并送到渚进行研究分析。渚安排灰樱来指导她在黑猫亭的工作，期间灰樱意外发现她的真实情况，但没有举报，而是继续观察她，希望她改变想法。蕾潔兒最终接收到其意料之内的母国命令——“没有作战任务，要她自毁”，但她不能自毁，所以想借帝国之手来摧毁自己，最终被帝国军队俘获，在渚以“已重新初始化”的表面理由下，保留了她原有的记忆，收留她在咖啡店黑猫亭。由于是灰櫻的原因而没被处理，对灰櫻有姐姐般的敬仰。
灰神樂（聲：黑澤朋世，原畫：Na-Ga）
軍方所打造的櫻花型自律人偶機體，比遠間甲太郎博士原設計的櫻花型人偶小了不少，移植了初代櫻花型人偶之一“菊花”的逻辑系统。在機緣下被灰櫻與鴉羽帶回，成為咖啡店黑猫亭的服务员人偶之一。在未恢復記憶前不善說話，性格純真、乖巧、學習力強，稱呼灰櫻為姐姐。
由于对姐姐“樱花”——即改造后的灰樱——结束战争的执念，在留意到远征军叛乱的信息后，操纵了城中全部的战斗人偶挑起战争，但最终对此失控，由灰樱等人平定战斗人偶的失控骚乱。最终被军方安排进行“封印”但没被销毁，由渚负责操作。
遠間渚（聲：村瀨步，原畫：Na-Ga）
咖啡店黑猫亭的老板，同时能调理黑猫亭的服务员人偶，性格随和得体，相信人偶不是战争工具的可能性。曾经在军队中服役，退役后经营起咖啡店黑猫亭，与乙女仍保持联系。
奧宮乙女（聲：諏訪彩花，原畫：藤原）
帝国军人，与渚是战友关系，总是保持严肃，对于好战派有着警惕的心态。
千代（聲：久野美咲）
和灰櫻第一个认识的朋友，性格活泼元气。在国外生活，母亲在军中工作，由人偶夕霧照顾，战争后被安排回国。之后经常来黑猫亭与灰櫻玩耍，並於黑猫亭打工。
夕霧（聲：小松未可子，原畫：倉嶋丈康）
照顾千代的人偶，和千代十分亲密。在战争中由于超负荷运作而损坏昏迷，被拿到渚处维修也未能苏醒。后来灰櫻通过千代给的相片找到，并意外被唤醒，陪千代玩了一天，但也暗中坦言自己未能完全恢复并希望对千代保密。最终一天后彻底机能停止，被渚封存入库房。
櫻花（聲：中原麻衣）
軍方所打造的初代櫻花型自律人偶一號機體，為菊花的姊姊，主要任務是戰爭操作機甲戰鬥，為避免邏輯系統無法承受負荷而與妹妹輪流進行戰鬥，但在最終一戰時，由於暴走失控而進行無差別攻擊，最後被妹妹菊花、比遠間甲太郎阻止，邏輯系統也幾乎是完全損毀。
後其邏輯系統不知何緣故，藉由“遠間甲太郎”名義寄到遠間渚手中，經遠間渚多次嘗試，最終以櫻花的邏輯系統與因幡的記憶結合修復成為灰櫻，但記憶卻被遠間渚刻意格式化。
菊花（聲：能登麻美子）
軍方所打造的初代櫻花型自律人偶二號機體，為櫻花的妹妹，作为最高军事机密，所以一般人不知菊花的存在，主要任務是戰爭操作機甲戰鬥，為避免邏輯系統無法承受負荷而與姐姐輪流進行戰鬥，但在最終一戰時，由於櫻花失控爆走而出手阻止。
戰爭結束後失蹤，後被軍方皇統派找到，並被改造為灰神樂。
遠間甲太郎（聲：堀內賢雄）
打造初代自律人偶機體櫻花型的研究員，同時也是遠間渚的爺爺，故事中已在戰場中逝世多年，僅在回憶中出現。
因幡
渚给灰樱用于练习人偶操控的小型兔子型人偶。实际上由初代自律人偶機體櫻花型“樱花”所拥有，之后渚收到樱花的逻辑系统组件后，用因幡的记忆修复成为灰樱。

## 印象曲
《機械構造的讚歌》
作詞、作曲：麻枝准，編曲：MANYO，主唱：灰櫻（和氣杏未）、鴉羽（楠木燈）、月下（富田美憂）、箒星（中島由貴）、蕾潔兒（鬼頭明里）

## 跨媒體

### 小說
《天籟人偶 Encore》（プリマドール・アンコール）是連載於官網的有聲網路小說，歸類為「Kinetic Novel Lite」，由丘野塔也執筆創作，創作插畫。
《天籟人偶 -interlude-》（プリマドール -interlude-）是連載於《電擊G's magazine》的短篇小說系列，由魁執筆創作，創作插畫。

### 電視動畫
2022年1月28日，宣佈推出將於2022年首播的電視動畫。2月25日，宣佈將於3月27日在Anime Japan 2022的NBC環球娛樂攤位舉辦舞台活動，聲優和氣杏未、楠木燈、富田美憂、中島由貴和鬼頭明里將會出席。這次是本作首場有聲優出席的現場活動。事前預告將會在活動中公佈新消息。當日在活動中宣佈動畫定於同年7月首播，並公開第1條宣傳片。6月8日，公開正式宣傳片。
電視動畫於2022年7月8日開始播放，並於7月3日開始在ABEMA網站提前5天播放。

#### 製作人員
- 原案：VISUAL ARTS／Key
- 原作：VISUAL ARTS／Key／Bibury Animation Studios
- 導演：天衝
- 系列構成、編劇：丘野塔也、魁
- 角色原案：Na-Ga、藤ちょこ、原悠衣、森倉円、lack
- 次要角色原案：杉原みなみ、倉嶋丈康
- 機械原案：石渡マコト
- 角色設計、總作畫監督：矢野茜
- 美術監督：三宅昌和
- 美術設定：荒井和浩、佐南友理
- 色彩設計：太田ゆいは
- CG監督：箕輪綾二
- 攝影監督：甲斐勇冴
- 編輯：武宮むつみ
- 音響監督：土屋雅紀
- 音樂製作：VISUAL ARTS／NBC環球娛樂
- 動畫製作：Bibury Animation Studios
- 製作：天籟人偶製作委員會[10]

#### 主題曲
片頭曲《Tin Toy Melody》
作詞、作曲：麻枝准，編曲：MANYO，主唱：Chatnoir
片尾曲
《薄花櫻》
作詞：丘野塔也，作曲：折戶伸治，編曲：奈須野新平，主唱：灰櫻（和氣杏未）
第1話片尾曲。
《待宵月》
作詞：Soflan Daichi，作曲、編曲：，主唱：月下（富田美憂）
第2話片尾曲。
《星導》
作詞：，作曲、編曲：大川茂伸，主唱：箒星（中島由貴）
第3話片尾曲。
《零碎拼湊》
作詞：Soflan Daichi，作曲、編曲：井內舞子，主唱：鴉羽（楠木燈）
第4話片尾曲。
《雨中的迷路貓咪》
作詞：丘野塔也，作曲、編曲：bermei.inazawa，主唱：灰櫻（和氣杏未）、蕾潔兒（鬼頭明里）
第5話片尾曲。
《夢想綻放＊華麗舞台》
作詞：，作曲、編曲：睦月周平，主唱：Chatnoir
第6話片尾曲。
《想歌燈》
作詞：魁，作曲：折戶伸治，編曲：，主唱：Chatnoir
第7話至第11話片尾曲。
插曲
《洋甘菊之歌》
作詞：丘野塔也，作曲、編曲：rionos，主唱：灰櫻（和氣杏未）、千代（久野美咲）、夕霧（小松未可子）
第1話插曲。
《薄花櫻》
作詞：丘野塔也，作曲：折戶伸治，編曲：奈須野新平，主唱：灰櫻（和氣杏未）
第2話、第3話插曲。
《零碎拼湊》
作詞：Soflan Daichi，作曲、編曲：井內舞子，主唱：鴉羽（楠木燈）
第4話插曲。
《華羽織》
作詞：魁，作曲、編曲：MANYO，主唱：灰櫻（和氣杏未）、鴉羽（楠木燈）
第4話插曲。
《雨中的迷路貓咪》
作詞：丘野塔也，作曲、編曲：bermei.inazawa，主唱：灰櫻（和氣杏未）
第5話插曲。
《待宵月》
作詞：Soflan Daichi，作曲、編曲：，主唱：月下（富田美憂）
第7話插曲。
《月來香》
作詞：Soflan Daichi，作曲、編曲：大隅知宇，主唱：月下（富田美憂）
第7話插曲。
《祝彩歌》
作詞：，作曲、編曲：大川茂伸，主唱：灰櫻（和氣杏未）
第8話、第9話插曲。
《冰淇淋之歌》
作詞：丘野塔也，作曲、編曲：水月陵，主唱：灰櫻（和氣杏未）、千代（久野美咲）
第10話插曲。
《夢想綻放＊華麗舞台》
作詞：，作曲、編曲：睦月周平，主唱：Chatnoir
第10話插曲。
《時間的搖籃》
作詞：，作曲、編曲：渡邊剛，主唱：櫻花（中原麻衣）
第11話插曲。
《機械構造的讚歌》
作詞、作曲：麻枝准，編曲：MANYO，主唱：Chatnoir
第12話插曲。

#### 各話列表
| 話數   | 日文標題 | 中文標題       | 劇本     | 分鏡            | 演出                | 作畫監督                             | 總作畫監督 | 首播日期      |
| ------ | -------- | -------------- | -------- | --------------- | ------------------- | ------------------------------------ | ---------- | ------------- |
| 第1話  |          | 最初的旋律     | 丘野塔也 | 天衝            | 青木裕一朗          | 平鹿幸惠、落合良亮                   | 矢野茜     | 2022年 7月8日 |
| 第2話  |          | 與月同奏       | 丘野塔也 | 神北小毬        | 青木裕一朗          | 水崎健太、                           | 矢野茜     | 7月15日       |
| 第3話  |          | 星空的鎮魂歌   | 丘野塔也 | 青木裕一朗      | 青木裕一朗          | 橫松雄馬、上宇都辰夫、Joao、酒井智史 | 矢野茜     | 7月22日       |
| 第4話  |          | 圍繞振翅之音   | 丘野塔也 | 神北小毬 天衝   | 羽迫凱 山本貴則     | 落合良亮、森山剛史、                 | 矢野茜     | 7月29日       |
| 第5話  |          | 若在雨中歌唱   | 丘野塔也 | 神北小毬        | 腰繁男              | 北島勇樹、古德真美、福島豐明         | 矢野茜     | 8月5日        |
| 第6話  |          | 黑貓亭的音樂會 | 魁       | 青木裕一朗 天衝 | 青木裕一朗          | 落合良亮                             | 矢野茜     | 8月12日       |
| 第7話  |          | 夢想時光       | 丘野塔也 | 新谷研人        | 青木裕一朗          | 落合良亮、水崎健太 、                | 矢野茜     | 8月19日       |
| 第8話  |          | 長冬的輪舞曲   | 魁       | 山本隆太        | 加藤顯              | 赤尾良太郎、、木木欣、 、星月動畫、  | 矢野茜     | 8月26日       |
| 第9話  |          | 片刻的六重奏   | 魁       | 山本隆太        | 山本隆太 青木裕一朗 | 舘岡千明、森山剛史、                 | 矢野茜     | 9月2日        |
| 第10話 |          | 合唱不止       | 魁       | 山本貴則        | 山本貴則            | 舘岡千明、水崎健太 森山剛史、        | 落合良亮   | 9月9日        |
| 第11話 |          | 戰歌雷動       | 丘野塔也 | 清水聰          | 關曉子              | 落合良亮、舘岡千明                   | 矢野茜     | 9月16日       |
| 第12話 |          | 讓這份心意迴盪 | 丘野塔也 | 天衝            | 青木裕一朗          | 矢野茜、落合良亮                     | 矢野茜     | 9月23日       |

#### 藍光光碟
動畫的藍光光碟各卷均收錄一張特典CD，內容為主要角色聲優主唱的歷代Key作品名曲。
| 卷數  | 發售日期       | 收錄集數       | 規格編號  | 特典CD及主唱者                        |
| ----- | -------------- | -------------- | --------- | ------------------------------------- |
| 第1卷 | 2022年10月28日 | 第1話、第2話   | GNXA-2401 | 《刻印時間之歌》灰櫻（和氣杏未）      |
| 第2卷 | 2022年11月30日 | 第3話、第4話   | GNXA-2402 | 《鳥之詩》鴉羽（楠木燈）              |
| 第3卷 | 2022年12月28日 | 第5話、第6話   | GNXA-2403 | 《Last regrets》月下（富田美憂）      |
| 第4卷 | 2023年1月27日  | 第7話、第8話   | GNXA-2404 | 《Twinkle Starlight》箒星（中島由貴） |
| 第5卷 | 2023年2月22日  | 第9話、第10話  | GNXA-2405 | 《星屑》蕾潔兒（鬼頭明里）            |
| 第6卷 | 2023年3月29日  | 第11話、第12話 | GNXA-2406 | 《Little Busters!》Chatnoir           |

### 漫畫
電視動畫的衍生漫畫《天籟人偶 New Order》（プリマドール New Order）在ComicWalker和Niconico靜畫的《電擊G's Comic》頁面連載，由淺見百合子作畫，丘野塔也編劇。
電視動畫的衍生漫畫《天籟人偶 ～歡迎來到黑貓亭～》（プリマドール ～ようこそ黒猫亭へ～）在Comic Bushiroad Web連載，由戶田大貴作畫。

### 視覺小說
全4卷的視覺小說系列預定在2023年－2024年發售，內容包含電視動畫的前日譚、後日譚等，由丘野塔也編劇，Bibury Animation Studios插畫。
| 卷數   | 標題 | 發售日期      | 備註                                                            |
| ------ | ---- | ------------- | --------------------------------------------------------------- |
| 第一卷 |      | 2023年4月28日 | 官網連載有聲網路小說（Kinetic Novel Lite）改編 灰櫻、鴉羽前日譚 |
| 第二卷 |      | 2024年5月31日 | 原創故事 箒星前日譚                                             |
| 第三卷 |      | 未定          | 原創故事 後日譚                                                 |
| 第四卷 |      | 未定          | 原創故事 後日譚                                                 |

## 外部連結
- 官方網站（日語）
- 電視動畫官方網站（日語）
- 「Prima Doll」計劃的X（前Twitter）
- 天籟人偶（動畫）在動畫新聞網百科全書中的資料（英文）